# Purana (chi)
Purana là một chi ve sầu bản địa Đông Nam Á. Phạm vi phân bố các loài trong chi gồm Java, Sumatra, Borneo, Philippines, bán đảo Mã Lai, Thái Lan, Ấn Độ, Đông Dương, Trung Quốc, và Nhật Bản. Chỉ có một loài được ghi nhận ở phía đông Wallace Line, Purana celebensis, ở Sulawesi.

## Loài
Có 62 loài trong chi Purana:
- Purana abdominalis Lee, 2009 c g
- Purana atroclunes Boulard, 2002 c g
- Purana australis (Kato, 1944) c g
- Purana barbosae (Distant, 1889) c g
- Purana campanula Pringle, 1955 c g
- Purana capricornis Kos & Gogala, 2000 c g
- Purana carmente (Walker, F., 1850) c g
- Purana carolettae Esaki, 1936 c g
- Purana celebensis (Breddin, 1901) c g
- Purana chueatae Boulard, 2007 c g
- Purana conifacies (Walker, F., 1858) c g
- Purana conspicua Distant, 1910 c g
- Purana crassinotata Lee, 2015 c g
- Purana davidi Distant, 1905 c g
- Purana dimidia Chou & Lei, 1997 c g
- Purana doiluangensis Boulard, 2005 c g
- Purana gemella Boulard, 2006 c g
- Purana gigas (Kato, 1930) c g
- Purana guttularis (Walker, F., 1858) c g
- Purana hermes Schouten & Duffels, 2002 c g
- Purana hirundo (Walker, F., 1850) c g
- Purana infuscata Schouten & Duffels, 2002 c g
- Purana iwasakii Matsumura, 1913
- Purana jacobsoni Distant, 1912 c g
- Purana jdmoorei Boulard, 2005 c g
- Purana johanae Boulard, 2005 c g
- Purana karimunjawa Duffels & Schouten, 2007 c g
- Purana khaosokensis Boulard, 2007 c g
- Purana khuanae Boulard, 2002 c g
- Purana khuniensis Boulard, 2005 c g
- Purana kpaworensis Boulard, 2006 c g
- Purana latifascia Duffels & Schouten, 2007 c g
- Purana metallica Duffels & Schouten, 2007 c g
- Purana mickhuanae Boulard, 2009 c g
- Purana montana Kos & Gogala, 2000 c g
- Purana morrisi (Distant, 1892) c g
- Purana mulu Duffels & Schouten, 2007 c g
- Purana nana Lee, 2009 c g
- Purana natae Boulard, 2006 c g
- Purana nebulilinea (Walker, F., 1868) c g
- Purana niasica Kos & Gogala, 2000 c g
- Purana notatissima Jacobi, 1944 c g
- Purana obducta Schouten & Duffels, 2002 c g
- Purana opaca Lee, 2009 c g
- Purana parvituberculata Kos & Gogala, 2000 c g
- Purana phetchabuna Boulard, 2008 c g
- Purana pigmentata Distant, 1905 c g
- Purana pryeri (Distant, 1881) c g
- Purana ptorti Boulard, 2007 c g
- Purana sagittata Schouten & Duffels, 2002 c g
- Purana taipinensis (Kato, 1944) c g
- Purana tanae Boulard, 2006 c g
- Purana tavoyana Ollenbach, 1928
- Purana tigrina (Walker, F., 1850) c g
- Purana tigrinaformis Boulard, 2007 c g
- Purana tigroides (Walker, 1858)
- Purana tripunctata Moulton, J.C., 1923 c g
- Purana trui Pham, Schouten & Yang, 2012 c g
- Purana ubina Moulton, J.C., 1923 c g
- Purana usnani Duffels & Schouten, 2007 c g
- Purana vesperalba Boulard, 2009 c g
- Purana vindevogheli Boulard, 2008 c g

Nguồn dữ liệu: i = ITIS, c = Catalogue of Life, g = GBIF, b = Bugguide.net